# Rio Maria
Rio Maria är en kommun i Brasilien.   Den ligger i delstaten Pará, i den centrala delen av landet, 1 000 km norr om huvudstaden Brasília. Antalet invånare är 17 722.
Omgivningarna runt Rio Maria är huvudsakligen savann. Runt Rio Maria är det mycket glesbefolkat, med 4 invånare per kvadratkilometer.